# Collegiata dei Santi Pietro e Guido
La collegiata dei Santi Pietro e Guido, in Francese collégiale Saints-Pierre-et-Guidon, in Neerlandese collegiale kerk van Sint-Pieter en Sint-Guido; è il principale edificio religioso del comune di Anderlecht, sobborgo di Bruxelles.
Costituisce un mirabile esempio dell'architettura gotica secondo gli stilemi locali dettati dal Gotico brabantino.

## Storia e descrizione

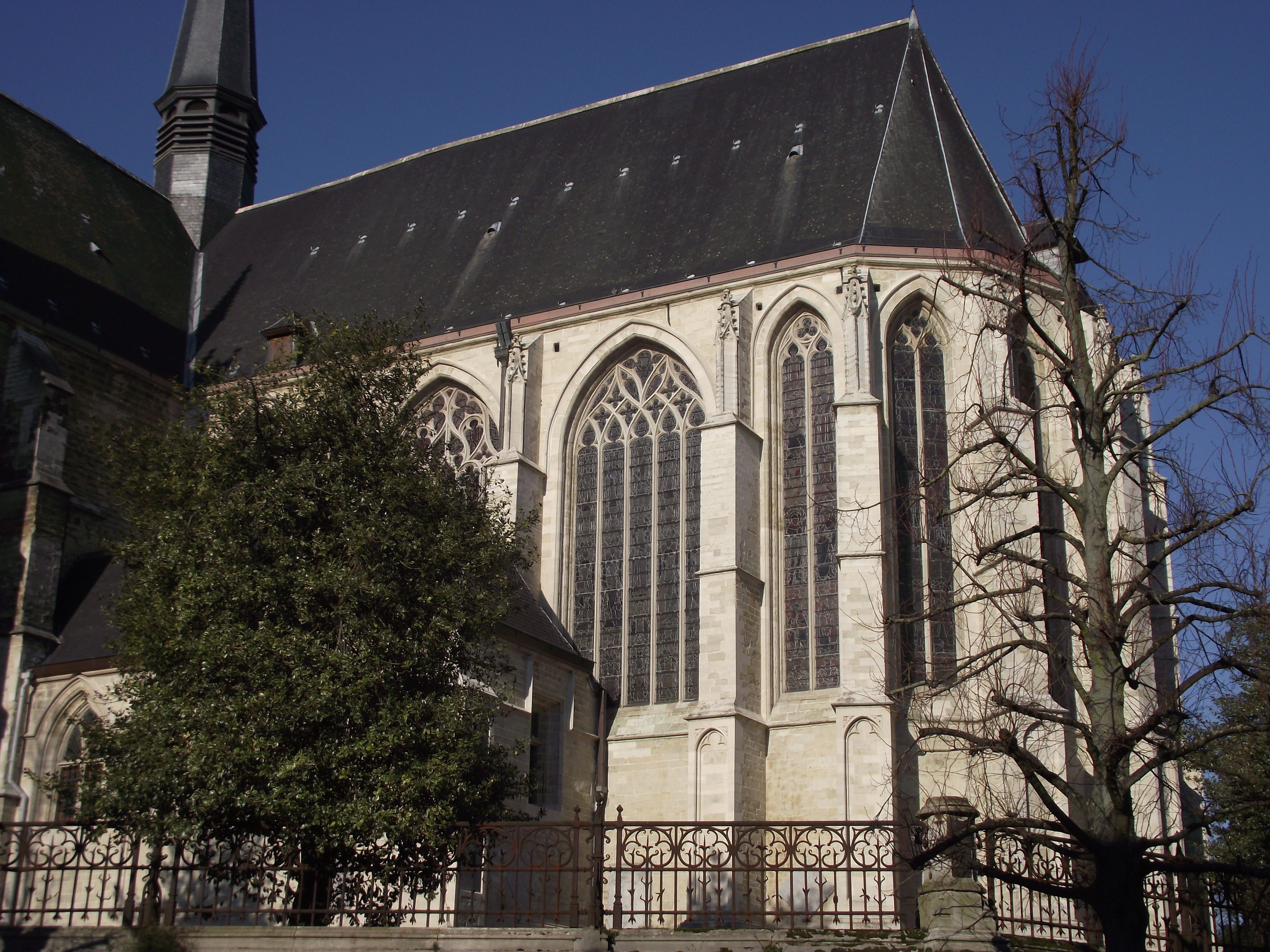
Veduta del coro

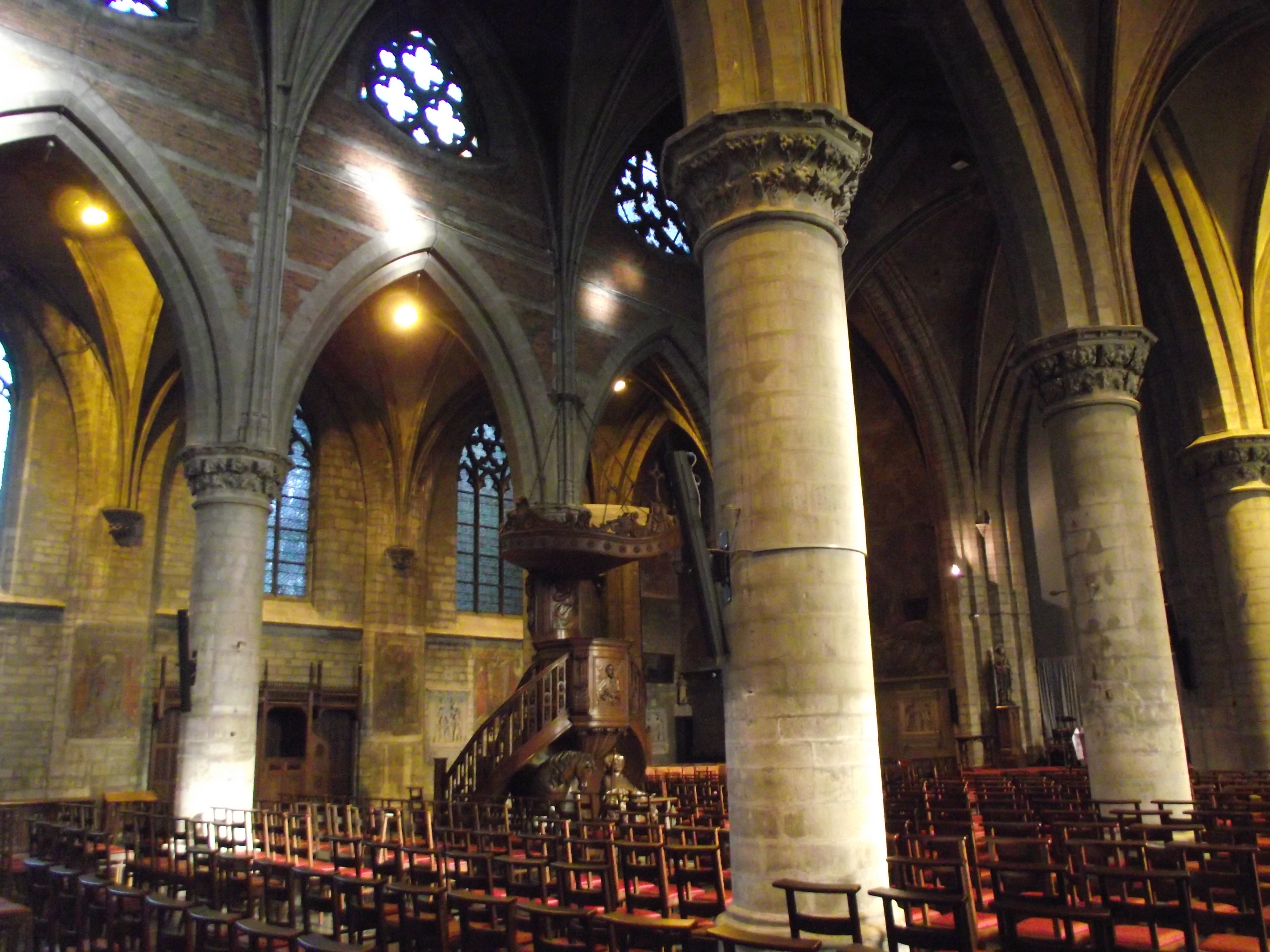
Veduta dell'interno

La prima chiesa in questo luogo venne fondata nel 1046 da Reinelde d'Aa, appartenente a una influente famiglia nobile del ducato di Brabante. Dedicata a san Pietro, venne eretta in stile romanico; oggi di questa costruzione rimane la cripta della fine dell'XI secolo, sotto al coro. Divisa in cinque navate da colonne monolitiche provenienti da un'antica villa romana, vi è conservata una lastra tombale coeva, senza alcuna iscrizione, con inciso un ramo con qualche foglia. Secondo la tradizione la tomba di san Guido, detto il "Povero di Anderlecht", morto nel 1012. Circa un secolo dopo la sua morte i canonici della chiesa scissero la Vita Guidonis, per far meglio conoscere san Guido. Presto la sua tomba cominciò ad attirare sempre più pellegrini, tanto che la chiesa venne dedicata ai santi Pietro e Guido, vi fu creato un Capitolo canonico e nel XIV secolo si iniziò la costruzione di un nuovo, maggiore, edificio, l'odierno.
La collegiata attuale venne iniziata nel 1350 nello stile in voga all'epoca, il Gotico brabantino. Poté dirsi terminata nel 1527. La torre quadrata della facciata, in pietra d'Avesne e di Dilbeek, venne eretta nel 1517 su disegno dal grande architetto brussellese Jan van Ruysbroeck, autore anche della Tour Inimitable del municipio di Bruxelles, che vi lavorò fra il 1479 e il 1485.
Il collegio dei canonici venne dissolto nel 1796, ma la chiesa conserverà in suo titolo.
Fra il 1843 e il 1847 la chiesa l'architetto Jules-Jacques van Ysendijck provvide a un serio restauro dell'edificio. Cinquant'anni più tardi, nel 1898, la torre venne sormontata dalla flèche. Un'altra campagna di restauri è stata effettuata nel 1994-97.

### L'interno
La chiesa presenta una pianta a croce latina divisa in tre navate e quattro campate da cilindrici pilastri dai capitelli a fogliami, secondo la tradizione brabantina; transetto e profondo coro.
All'interno sono conservate numerose opere d'arte:
- cappella battesimale, sono pietre tombali e statue del XIV-XV secolo.
- cappella della Madonna delle Grazie, reca affreschi di Angeli e Vita di san Guido del primo XV secolo.
- cappella di San Guido, eretta da Antoon II Keldermans nella prima metà del Cinquecento, è la tela di San Guido, opera di Gaspar de Crayer, 1634.
- Transetto:
  - affreschi del 1526.
  - rilievo dell'Adorazione dei Magi, XV secolo.
- Coro:
  - trittico del XVI secolo,
  - mausoleo di Jean de Walcourt, XIV secolo,
  - tomba di Arnould de Hornes, rinascimentale del XVI secolo.

## Galleria d'immagini

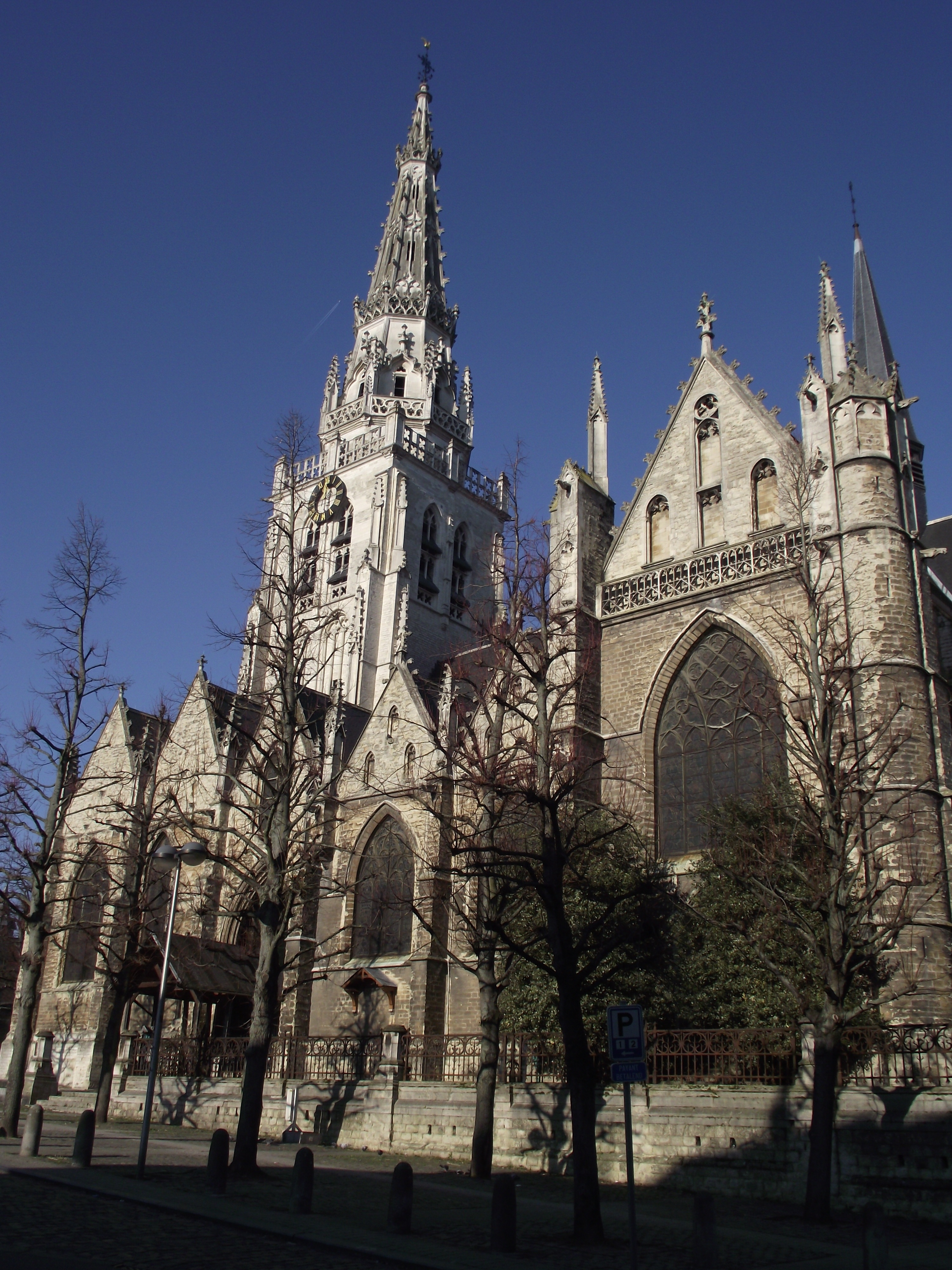
l'esterno.
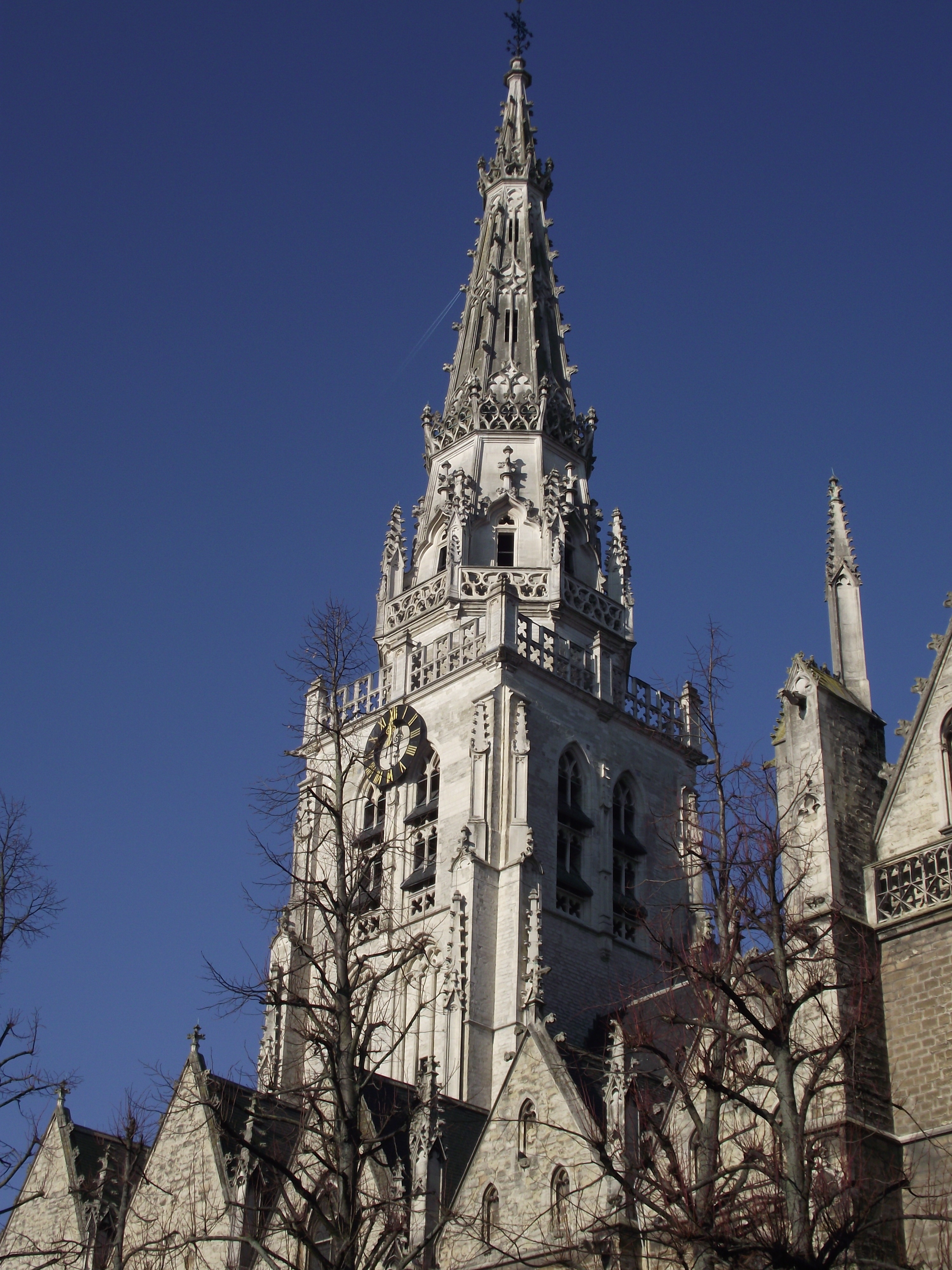
la torre.
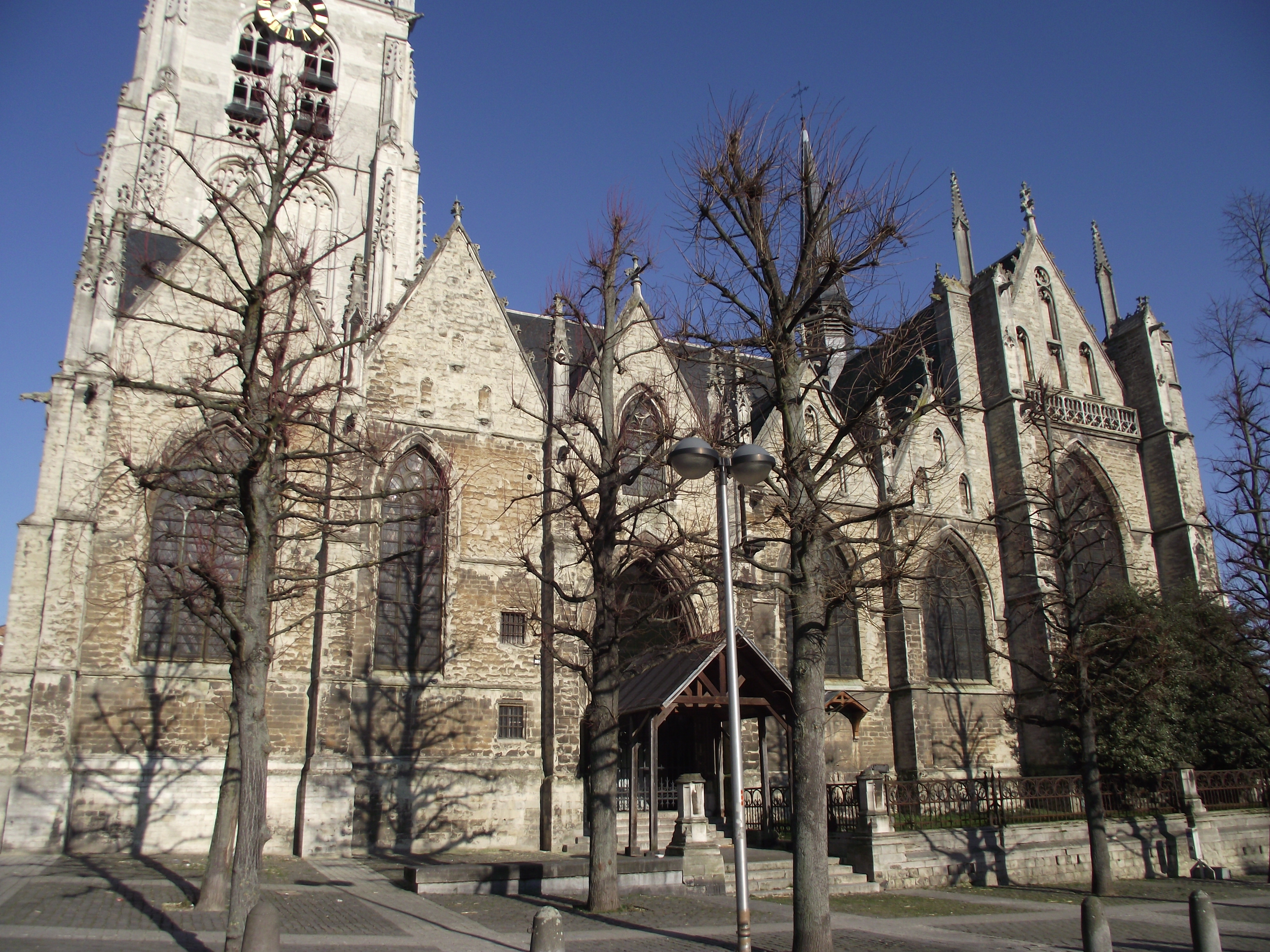
veduta del fianco meridionale.